# Гомосексуальність у Стародавньому Єгипті

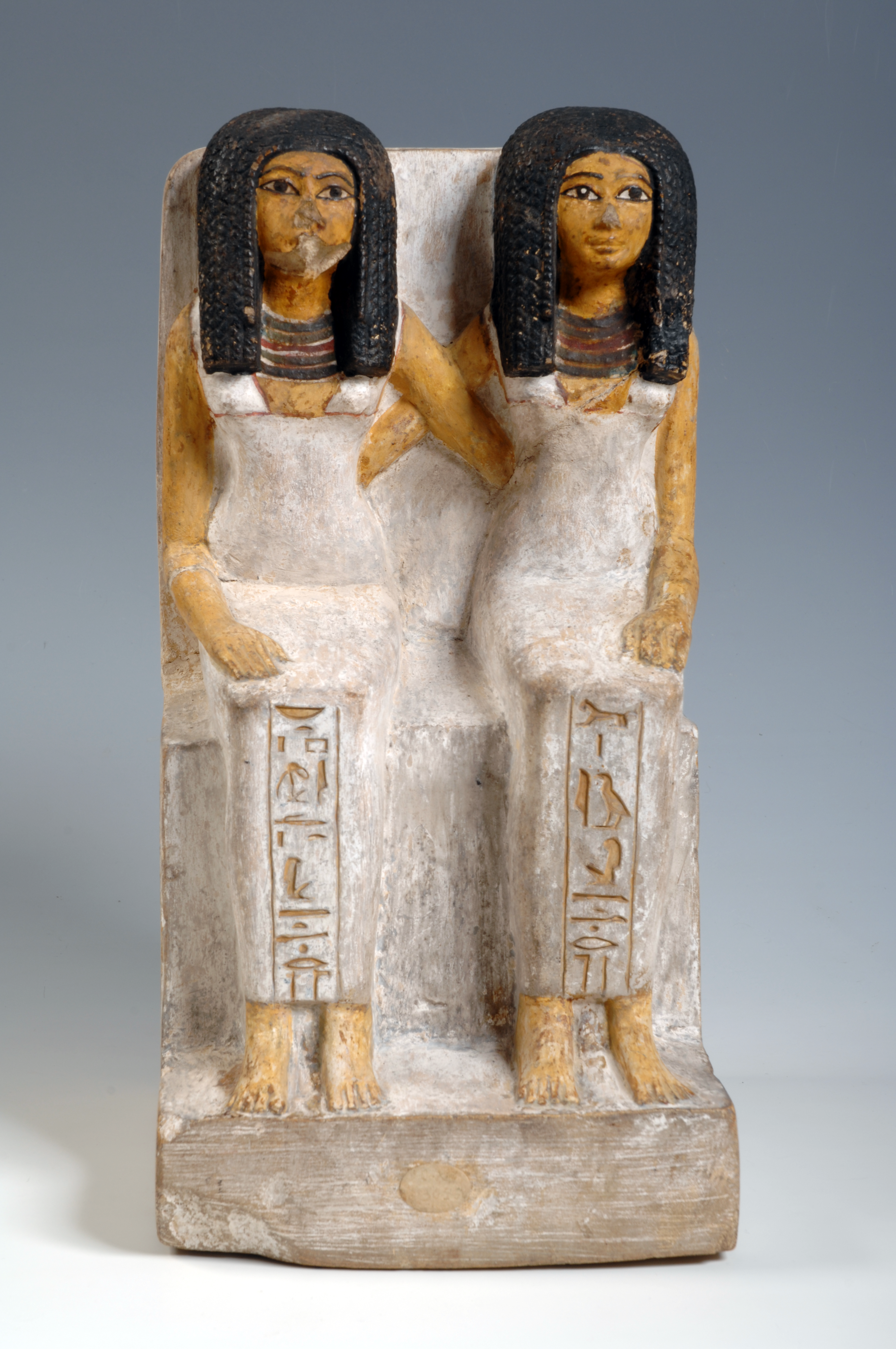
Статуя Ідет та Рую, можливо лесбійська пара. Ідет розміщена з пріоритетом справа з підписом "Господиня будинку". Нове царство, 18-та династія, 1480-1390 до н. е.

Гомосексуальність у Стародавньому Єгипті — стосунки між людьми однієї статі. Стосовно наявності таких стосунків досі точаться дискусії, оскільки все ще замало достеменої інформації.

## У міфах
Починаючи з основних легенд та історій про богів, гомосексуальний статевий акт мав ритуальний, символічний характер. Цим висловлювали домінуюче становище, не будучи гомосексуальними.
Найвідомішими є стосунки подібного штибу бога пустелі та зла Сета з його небожем, богом ранкового сонця Гором. Намагаючись підпорядкувати Гора, Сет приваблює його обманом у своє ліжко і ґвалтує суперника. Лише хитрістю Гор, підставивши під пеніс Сета долоні, залишився незайманим, тобто не був сексуально підпорядкований суперником, отже, не втратив право на владу свого батька Осіріса. Ісіда, головна богиня і мати Гора, задля помсти зібрала сім'я Гора в посудину, і таємно полила ним салат-латук, який, на думку єгиптян, є найсильнішим афродизіаком і улюбленою їжею розпусного Сета. Поївши латуку, Сет виявився заплідненим Гором і став об'єктом насмішок інших богів, непридатним до пануванням над світом.
Інша версія цього міфу дещо відрізняється від попередньої. Гор, ростучи і плануючи помсту за батька, мав гомосексуальні зв'язки зі своїм стрийком Сетом. Коли він розповів про це матері Ісіді, їй не сподобалися такі стосунки. Вона зрозуміла, що Сет задумав принизити Гора і показати всім богам, що він не гідний бути одним з них. Гор та Ісіда вирішили надурити Сета. Ісіда зібрала сперму сина, намазала її на листя салату, яким потім нагодувала Сета. Тим самим Гор переміг.

## Історія
Однозначних свідчень про існування гомосексуальних стосунків у відомих папірусах не знайдено. Проте в численних повчаннях відображені натяки та алюзії на чоловічі гомосексуальні взаємини. Також виявлені натяки на жіночу гомосексуальність, трактуючи книги сновидінь.
Є основи стверджувати, що подібна поведінка в різних частинах Єгипту не схвалювалося. Так, у Книзі мертвих є текст, що засуджує гомосексуальні стосунки. Втім трактування цього тексту не є певним. Слово hm низка дослідників перекладає як «гей», а джем-hm в ролі приймаючого партнера, також використовувалося як ганьба ворога.

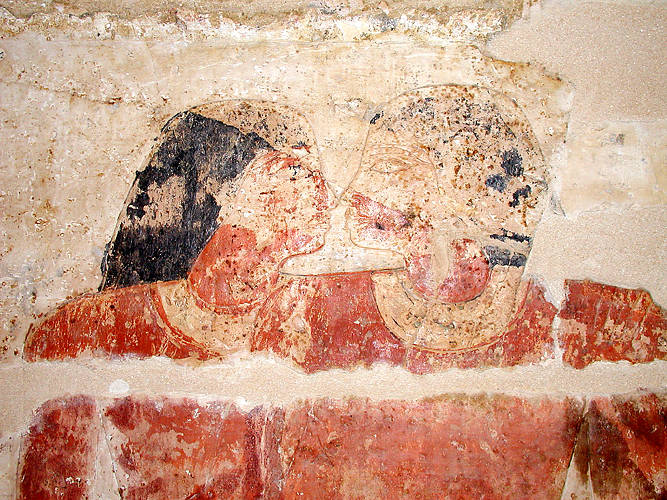
Ніанххнум і Хнумхотеп

Ймовірно найперші зображення гомосексуальних пар належать саме Стародавньому Єгипту. У 1964 році в стародавньому некрополі Саккара археологи знайшли першу в світі гробницю (часи V династії), в якій не було ні мумій фараонів та їх родичів, ні коштовностей. У ній вони побачили зображення двох чоловіків Ніанххнума і Хнумхотепа, які тримають один одного за руки і цілуються носами (найпопулярнішим в Стародавньому Єгипті поцілунком). Попри своє незначне походження, вони високо шанувалися в палаці. Ніанххнум і Хнумхотеп обіймали високі посади, виконуючи обов'язки «начальників манікюрів». Їх теплим обіймам дають різне тлумачення. За однією з версій, ці двоє — брати, можливо навіть близнюки. За іншою, вони пов'язані гомосексуальними стосунками. Ця версія стала популярною наприкінці XX ст. і ґрунтується на тому, що зображення чоловіків дуже схоже на зображення родинних пар в Стародавньому Єгипті. При цьому відомо, що у Ніанххнума була дружина. Вона зображена сидячою за ним в сцені загробного бенкету в гробниці. Пізніше її зображення були майже повсюдно знищені з невідомої причини. В інших сценах на стінах гробниці Хнумхотеп сам займає те місце, на якому зазвичай зображувалися дружини.

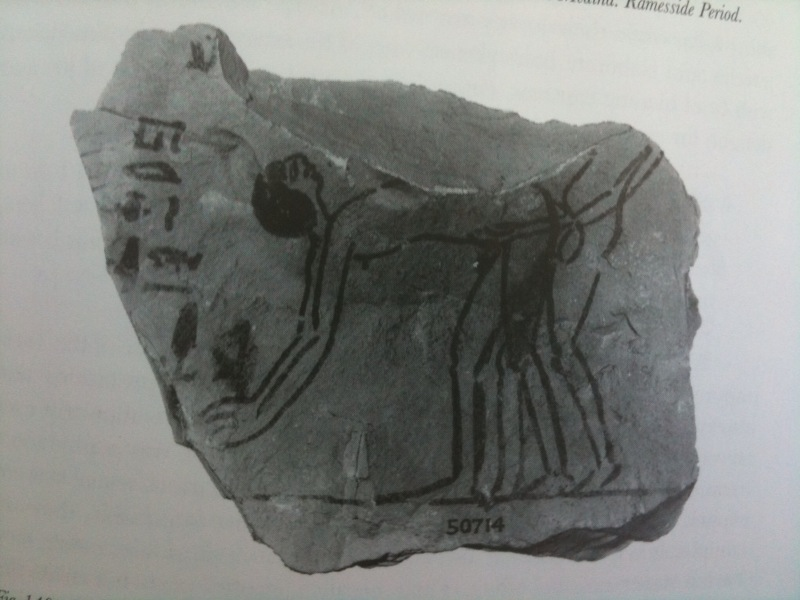
Острака зі гомосексуальною сценою

Виявлена острока, де чітко помітні гомосексуальний статевий акт між двома чоловіками. Деякі дослідники вбачають в цьому відображення стосунків Гора і Сета (віддзеркалення міфу).
Відома історія фараона Пепі II (згадується під особистим ім'ям Неферкаром) та його військовика Сасенета, де йдеться про відвідання володарем свого підлеглого протягом кількох годин кожного дня. Дотепер точаться суперечки стосовно стосунків між Пепі II і Сасенетом: одні вбачають натяк на гомосексуальні стосунки, інші — алегорію щодо відвідання богом Ра бога Осіріса в підземному світі.